# Miroslav Kovařík
Miroslav Kovařík (* 16. srpna 1950) je bývalý slovenský fotbalový brankář. V roce 1980 se spoluhráčem Jozefem Bajzou emigrovali do Švýcarska. Po skončení aktivní kariéry působil jako trenér brankářů.

## Fotbalová kariéra
V československé lize hrál za Inter Bratislava, kam přišel ze Slovanu, za který ale v lize nenastoupil. Nastoupil ve 163 ligových utkáních. V Poháru UEFA nastoupil v 10 utkáních. Za reprezentaci do 18 let nastoupil ve 12 utkáních a stal se mistrem Evropy do 18 let v roce 1968. Za reprezentaci do 21 let nastoupil v 1 utkání.

## Ligová bilance
| Ročník                                   | Zápasy | Góly | Minuty | Klub             |
| ---------------------------------------- | ------ | ---- | ------ | ---------------- |
| 1. československá fotbalová liga 1973/74 | 9      | 0    | -      | Inter Bratislava |
| 1. československá fotbalová liga 1974/75 | 30     | 0    | -      | Inter Bratislava |
| 1. československá fotbalová liga 1975/76 | 30     | 0    | 2700   | Inter Bratislava |
| 1. československá fotbalová liga 1976/77 | 30     | 0    | 2700   | Inter Bratislava |
| 1. československá fotbalová liga 1977/78 | 15     | 0    | 1350   | Inter Bratislava |
| 1. československá fotbalová liga 1978/79 | 19     | 0    | 1632   | Inter Bratislava |
| 1. československá fotbalová liga 1979/80 | 30     | 0    | 2680   | Inter Bratislava |
| CELKEM                                   | 163    | 0    | 5662   |                  |